# Borghorst
Borghorst is een stad in Duitsland, in de deelstaat Noordrijn-Westfalen, in de Kreis Steinfurt en in de gemeente Steinfurt.
In 1975 fuseerden Borghorst en het aangrenzende Burgsteinfurt tot de huidige gemeente Steinfurt.

## Ligging
Borghorst heeft een oppervlakte van 46,2 km², en maakt de zuidoostelijke helft van de gemeente uit. Onder Borghorst ressorteren drie gehuchten (Bauerschaften), te weten:
- Dumte, aan de westkant van Borghorst
- Wilmsberg, aan de zuidoostkant van Borghorst
- Ostendorf, aan de noordoostkant van Borghorst

Blijkens gegevens op de website van de gemeente Steinfurt had deze per 31 december 2020 in totaal 35.149 inwoners (exclusief tweede-woningbezitters e.d.). Van hen woonden er 19.537 in Borghorst en 15.612 in Burgsteinfurt. 
Ruim 8.000 mensen waren evangelisch-luthers of evangelisch-gereformeerd, ruim 16.600 waren rooms-katholiek en iets meer dan 10.500 behoorden tot een andere geloofsgemeenschap of waren atheïst. In Borghorst overheerst het rooms-katholieke geloof, terwijl in de, van oudsher veel meer protestantse, stad Burgsteinfurt het aantal katholieken en protestanten met ruim 5.200 ongeveer gelijk was. 
Burgsteinfurt-stad, waar het gemeentebestuur zetelt, ligt ongeveer 5 kilometer ten noordwesten van Borghorst. 

### Wegverkeer
Westelijk en zuidelijk langs Borghorst loopt, van noordwest naar zuidoost, de Bundesstraße 54. Deze loopt in noordwestelijke richting via Gronau (Westfalen) naar de Nederlandse grens bij Enschede (afstand Burgsteinfurt-Enschede ruim 25 km), en in zuidoostelijke richting naar de stad Münster (afstand Burgsteinfurt- Dom van Münster circa 27 kilometer).
De dichtstbijzijnde autosnelwegen liggen vrij ver van Borghorst verwijderd. Afrit 30 van de Autobahn A31 bij Gronau, en afrit 77, Kreuz Münster-Nord, van de Autobahn A1 liggen respectievelijk op ongeveer 25  en 15 kilometer van Borghorst.

### Trein en bus
Borghorst heeft een stoptreinstation (Steinfurt-Borghorst) aan de spoorlijn Enschede-Gronau-Münster.
Vanuit Burgsteinfurt en Borghorst bestaan enkele, meestal alleen als scholierenlijn rijdende, busdiensten van en naar omliggende plaatsen.

## Economie
De textielindustrie, die in de 19e en 20e eeuw aan Borghorst het karakter van een industriestadje gaf, is anno 2020 beperkt tot enige kleine, gespecialiseerde bedrijven.  Voor het overige is de nijverheid en industrie beperkt tot midden- en kleinbedrijf van niet meer dan plaatselijke of regionale betekenis. 
Aan de noordkant van Burgsteinfurt ligt het Windpark Hollich, bestaande uit 35 windturbines, totale capaciteit ultimo 2016: 77,5 megawatt, die nagenoeg de gehele elektriciteitsbehoefte van de gemeente (dus ook van Borghorst) dekken.

## Bezienswaardigheden

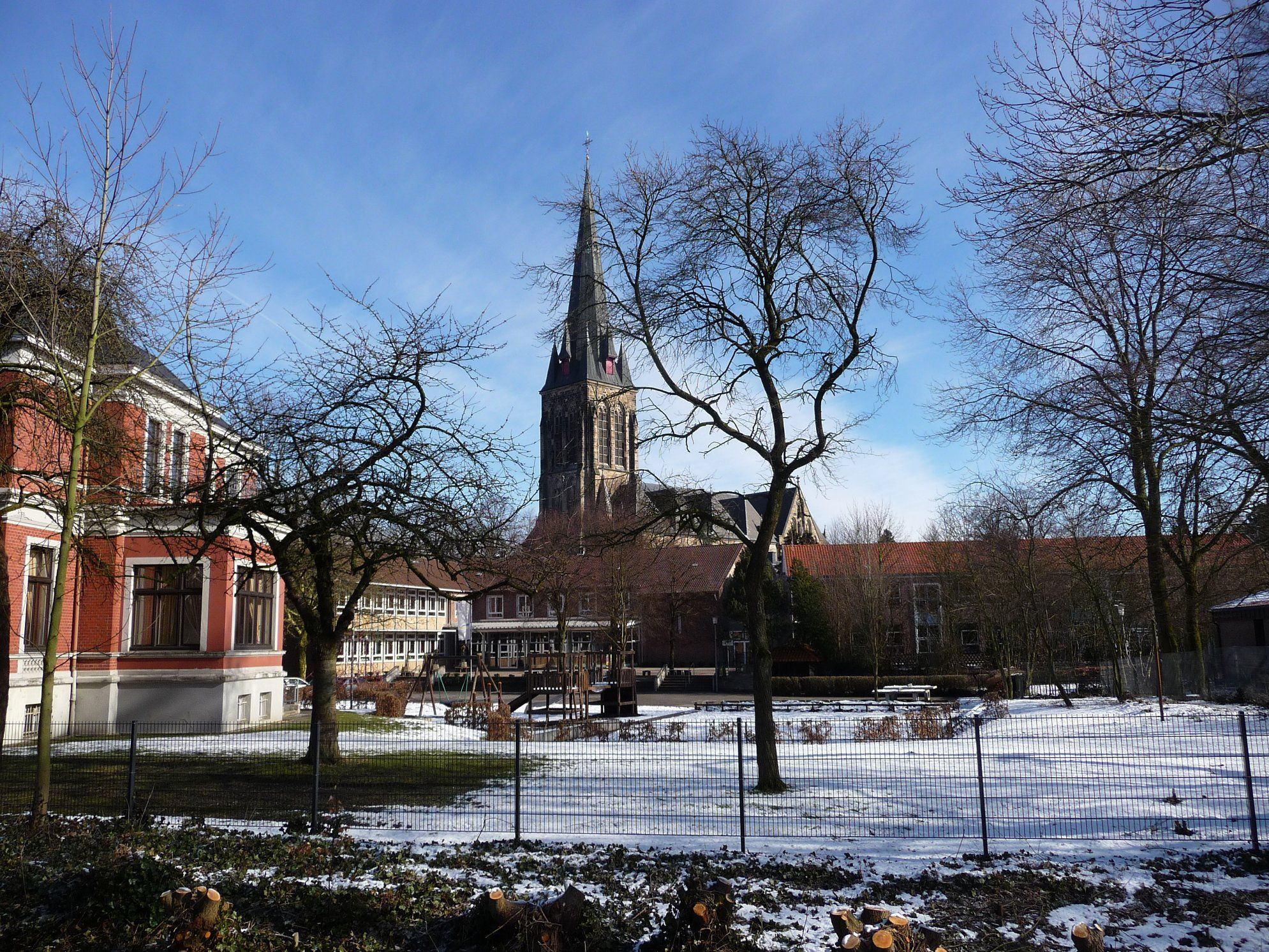
St. Nicomedeskerk, Borghorst
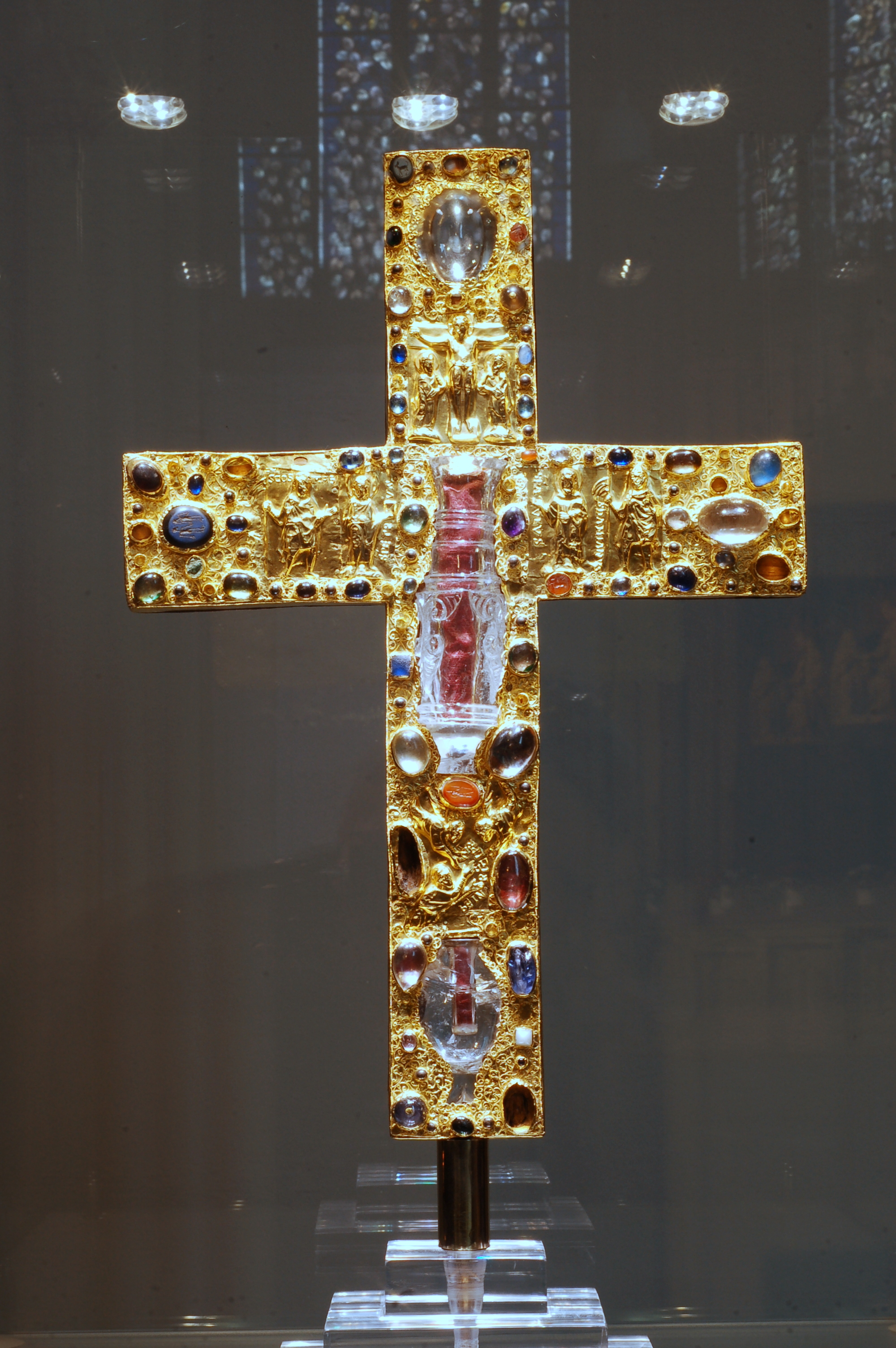
Borghorster Stiftskreuz, reliekhouder in deze kerk
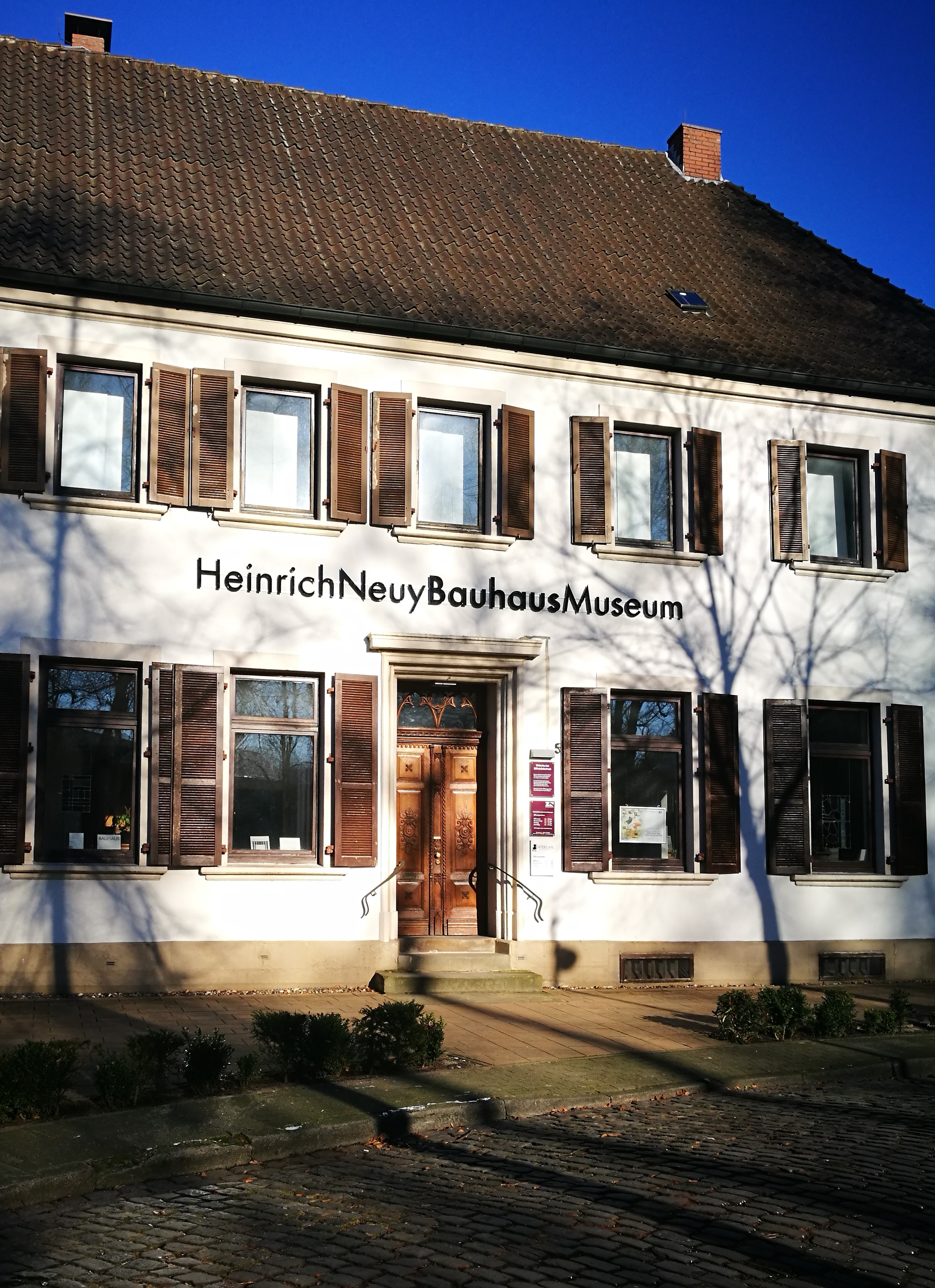
Heinrich-Neuy-Bauhaus-Museum te Borghorst

Een belangrijk cultuurmonument te Borghorst is de neogotische Sint-Nicomedeskerk in de stad, met belangwekkend, deels barok interieur. Het in de 11e eeuw vervaardigde Borghorster Stiftskreuz, een gouden, kruisvormige reliekhouder, maakt deel uit van de kerkschat van de Sint-Nicomedes.
In de gemeente Steinfurt overleed op 24 maart 2003 Heinrich Neuy (geboren op 27 juli 1911 in Kevelaer). Hij was een kunstschilder (als zodanig werkte hij in verschillende stijlen), daarnaast architect en meubeldesigner in de kunstrichting van het Bauhaus. Te Borghorst is in een uit 1811 daterend gebouw, dat tot het voormalige sticht behoorde, een aan zijn veelzijdige werk gewijd museum ingericht. In dit gebouw wordt ook de bewaard gebleven bibliotheek van het voormalige sticht van Borghorst bewaard.
Borghorst ligt in het Münsterland, wat betekent, dat het ligt nabij de die streek typerende toeristische fietsroutes, ook voor meerdaagse tochten.

## Geschiedenis
Borghorst ontstond in de 10e eeuw rondom een vrouwensticht, waarvan de geschiedenis grote gelijkenis vertoont met die van het Stift Metelen. Verscheidene adellijke stichtsdames waren zowel abdis te Metelen als Borghorst. Van het in 1810 opgeheven sticht is zeer weinig bewaard gebleven. De oude stichtskerk heeft in de 19e eeuw voor de huidige St. Nicomedeskerk plaats gemaakt.
Borghorst verwierf, voordat het als gemeente fuseerde met Steinfurt, in 1950 van de regering eveneens het recht, zichzelf stad te noemen.
Van 1861 tot aan het faillissement in 2005 was te Borghorst de grote textielfabriek Borghorster Warps-Spinnerei (BWS) gevestigd. Dit bedrijf legde zich toe op de productie van kettingdraad. De schoorsteen van de fabriek is als industrieel erfgoed behouden gebleven en is in gebruik als zendmast voor mobiele telefonie en andere vormen van telecommunicatie. Op de plaats van de fabrieksgebouwen verrees een modern, groot winkelcentrum.

## Geboren
- Engelbert Drerup (1871), hoogleraar en rector van de Universiteit Nijmegen

Altenberge · Emsdetten · Greven · Hopsten · Hörstel · Horstmar · Ibbenbüren · Ladbergen · Laer · Lengerich · Lienen · Lotte · Metelen · Mettingen · Neuenkirchen · Nordwalde · Ochtrup · Recke · Rheine · Saerbeck · Steinfurt · Tecklenburg · Westerkappeln · Wettringen